# Une fille d'enfer
Une fille d'enfer est une série télévisée française en 26 épisodes de 26 minutes créée par Jean-François Henry, diffusée entre le 28 février 2004 et le 5 mars 2005 sur France 2 et rediffusée sur Disney Channel.

## Synopsis
Sous les traits d'une superbe jeune fille, une démone tente de pousser un adolescent bien sous tous rapports à échanger son âme contre tout ce qu'il peut souhaiter. Mais Germain résiste, et Lucy accumule les échecs.

## Distribution
- Leslie Bevillard : Lucy
- Geoffrey Sauveaux : Germain
- Élodie Bollée : Delphine
- Olivier Perez : Thomas
- Jennifer Kerner : Audrey
- Anaïs Vallade : Suzanne
- Ludivine Morissonnaud : Sarah
- Mhamed Arezki : Momo
- Véronique Descamps : Laure
- Stéphane Godefroy : Stephen
- Pétronille Moss : Paule
- Roxane de Limelette : Dorothée
- Philippe Drecq : Marquis des Enfers
- Thomas Stuyck : Kevin

## Épisodes
1. La locataire
2. La chasse aux démons
3. La procédure Othello
4. Rock and roll
5. Le puits de la vérité
6. Bien mal acquis
7. Les jours sans
8. L'ami de Germain
9. Les trois nuits d'Halloween
10. La Saint-Germain
11. Le grand mystère
12. Démonia
13. Tout est écrit
14. La bonté du diable
15. Le crampon
16. Delphine et les démons
17. Les trois pactes
18. Le retour de Semlin
19. L'enfer c'est les autres
20. Les trompettes de la renommée
21. Un diable au paradis
22. Le marquis des enfers
23. Le mistigri
24. Visite surprise
25. Regrets éternels
26. Armaguedon